# Characodoma parvum
Characodoma parvum är en mossdjursart som beskrevs av Gordon och Jean-Loup d'Hondt 1997. Characodoma parvum ingår i släktet Characodoma och familjen Cleidochasmatidae. Inga underarter finns listade i Catalogue of Life.